# Витилиго
Витилиго или леукодермија је хронично стечено обољење коже, које се јавља у виду глатких, белих мрља на различитим деловима тела. То је једно од најчешћих обољења из групе хипопигментацијских поремећаја. Тачан узрок болести је сложен и није у потпуности разјашњен. У 30% случајева болест је наследна. Претпоставља се да долази до разарања меланоцита (ћелија које производе кожни пигмент меланин) из још непознатих разлога. Као остали чиниоци који доприносе болести се помињу поновљене опекотине од сунца, трауме, емоционални стрес, а све чешће се витилиго посматра као аутоимуно обољење. Ова болест није заразна и јавља се у свим животним добима, код оба пола. Инциденца обољевања износи око 1-2%.
Назив витилиго потиче од латинске речи vitium (мана) или vitelius (беле мрље на телећем крзну).

## Знакови болести
Витилиго се јавља у виду јасно ограничених млечно белих поља различите величине, обично кружног облика и обично симетричног распореда. Промене су најчешће на кожи изнад зглобова прстију, лактова, колена, око природних отвора (очи, нос, уста, анус, вагина), око пупка, у пазушним јамама итд. Понекад може бити захваћена и орална или генитална слузокожа и длаке.
Код половине оболелих флеке се појављују пре њихове 20-е године. Оне могу да расту или да остану исте током времена. Забележени су и случајеви репигментације, а делови коже заражени витилигом могу да се померају, да мењају облик и сл.

## Етиологија
Витилиго је повезан са аутоимуним и заразним болестима, поготово хипо- и хиперфункцијом тироидне жлезде. Испитивање које је спровео Енглески медицински журнал (England Journal of Medicine), која је обухватила 656 испитаника из 114 породица, указала је на повезаност ове болести са неколико мутација на NALP1 гену. Овај ген, који се налази на 17. хромозому, је део каскаде која регулише инфламацију и смрт ћелија, укључујући и ћелије беле крвне лозе задужене за имуни одговор. Ген NALP1 је добро изражен у Т ћелијама и Лангерхансовим ћелијама, које су део аутоимунског система коже.
Од 656 испитаника, 219 је имало само витилиго, 70 је имало витилиго удружен са аутоимуном болести штитне жлезде, а 60 испитаника је имало ову и остале аутоимуне болести.
У једној од мутација на NALP1 протеину, аминокиселина леуцин је замењена хистидином. Оригинална структура протеина је добро очувана у току еволуције код великог броја врста, што сведочи о његовој изузетној важности.
Нормална протеинска секвенца у NALP1 гену (нормална ДНК) има следећу структуру:
|  |  |  |  |  |
|  |  |  |  |  |
|  |  |  |  |  |

У неким случајевима витилига, први леуцин је замењен хистидином у току мутације:
|  |  |  |  |  |
|  |  |  |  |  |
|  |  |  |  |  |

Леуцин је неутралан и хидрофобан, а хистидин је позитивно наелектрисан и хидрофилан, тако да је логично очекивати да немају исту улогу.

## Психолошке последице
Витилиго може да има озбиљан утицај на ментално стање и здравље оболелих. Ово се нарочито односи на тамнопуте пацијенте, код којих је разлика између нормалне и депигментисане коже посебно изражена.
У неким културама оболели од витилига су „означени“. Они се понекад сматрају злим или изопаченим и остали чланови заједнице их избегавају. Оболели такође могу да се осећају депресивно, због ових етикетација. Са друге стране, људи са витилигом могу да прођу без икаквих психолошких последица и да наставе нормалан живот.

## Дијагноза и лечење
Дијагноза се поставља на основу клиничке слике, а потврђује патохистолошким налазом (након биопсије).
Постоје бројни начини да се оболела кожа „камуфлира“ употребом шминке и осталих козметичких производа. Један од начина укључује избегавање сунчања, како би се смањила разлика између пигментисане и оболеле коже. Ипак, сунчеви зраци могу и да подстакну регенерацију меланоцита и повратак нормалног пигмента.
Фототерапија је такође благотворна. Излагање дуготаласним ултраљубичастим зрацима у комбинацији са леком Псорален (терапија позната као "PUVA") дала је добре резултате. Такође се користе и ултраљубичасти зраци таласне дужине 311-313 nm, која не укључује употребу лекова. У ту сврху се користе посебне флуоресцентне лампе или уређаји са оптичким влакнима, који третирају велике површине у кратком временском интервалу.
Крајем октобра 2004. године лекари су успешно извели трансплантацију меланоцита у подручја коже захваћена витилигом, што је резултовало потпуном репигментацијом. Процедура подразумева узимање танких слојева пигментисане коже из глутеалне регије пацијента. Из ње се затим издвајају меланоцити и припремају за пресађивање. Површина која се третира се припреми помоћу медицинског ласера и након тога се уграђују припремљени меланоцитни „калемови“. Након три недеље тај део се излаже ултраљубичастом светлу, а исти поступак се понавља и након два месеца. Код великог броја пацијената (73-84%) уследила је потпуна репигментација.
Осим ових метода лечења, користе се и кортикостероиди (локално током 1-2 месеца), депигментација преосталих пигментних делова код веома проширених витилигинозних промена итд.

## Прогноза
Ток и прогноза су непредвидиви. Могућа је спонтана репигментација, али обично промене постепено напредују.

## Удружења за помоћ и подршку оболелим
Групе и удружења за подршку људима са витилигом имају за циљ да образују и информишу оболеле, да им објасне све видове различитих терапијсих поступака и пруже подршку других људи који се носе са истим проблемом.
Највеће овакво удружење на свету је . Ово непрофитно удружење обезбеђује бесплатан приступ форуму, собама за разговор посетилаца, делу са најчешће постављаним питањима, информацијама, чланцима итд.

## Витилиго код домаћих животиња
Витилиго се често сматра наследном цртом код домаћих животиња. Нарочито је распростањен код Арапских коња и међу псима расе ротвајлер.